# جاتزوولو
جاتزوولو (به ایتالیایی: Gazzuolo) یک کومونه در ایتالیا است که در استان منتووا واقع شده‌است.

## خصوصیات
جاتزوولو ۲۲٫۳ کیلومترمربع مساحت و ۲٬۳۷۷ نفر جمعیت دارد و ۲۵ متر بالاتر از سطح دریا واقع شده‌است.